# فوتوریسم (ادبیات)
فوتوریسم یا آینده‌گری (انگلیسی: Futurism) در ادبیات، یک جنبش آوانگارد مدرنیستی و بخشی از جنبش هنری فوتوریسم است که در اوایل قرن بیستم در ایتالیا شکل گرفت. اولین آثار ادبی خود را با انتشار مانیفست آینده‌گرایی فیلیپو تومازو مارینتی (۱۹۰۹) آغاز کرد. شعر فوتوریستی با ترکیب ناگهانی تصاویر و با اختصار بیش از حد آن (هم در کم‌گویی گفتار و هم در پرگویی واقعی) مشخص می‌شود. تئاتر فوتوریستی نیز نقش مهمی در این جنبش ایفا کرد و با صحنه‌هایی که تنها چند جمله دیالوگ دارند، تأکید بر طنز بی‌معنی و تلاش برای بررسی و براندازی سنت‌های تئاتر از طریق تقلید و تکنیک‌های دیگر متمایز می‌شود. اشکال طولانی‌تر ادبیات، مانند رمان، جایی در زیبایی‌شناسی آینده‌گرایانه ندارند. ادبیات فوتوریستی در درجه اول بر هفت جنبه تمرکز دارد: شهود، قیاس، کنایه، لغو نحو، اصلاح متریک سروده در متن، صداواژه، و غزل ذاتی/ترکیبی. آرمان‌های فوتوریست‌ها به مجسمه‌سازی و سبک‌های نقاشی آن‌ها نیز گسترش یافت. آن‌ها به جنبش کوبیسم در فرانسه، یا پیشرفت دوران رنسانس (که از دیدگاه آن‌ها معنی انزجار می‌داد) علاقه نداشتند و اغلب در مانیفست‌ها و مقالات و آثار هنری خود بازگشت به ارزش‌های قدیمی را موعظه می‌کردند. اگرچه جنبش با مانیفست‌های نوشته‌شده توسط مردان پایه‌گذاری شد، اما مارینتی با واکنش‌هایی از جانب زنانی که خود را فمینیست می‌دانستند روبه‌رو شد.

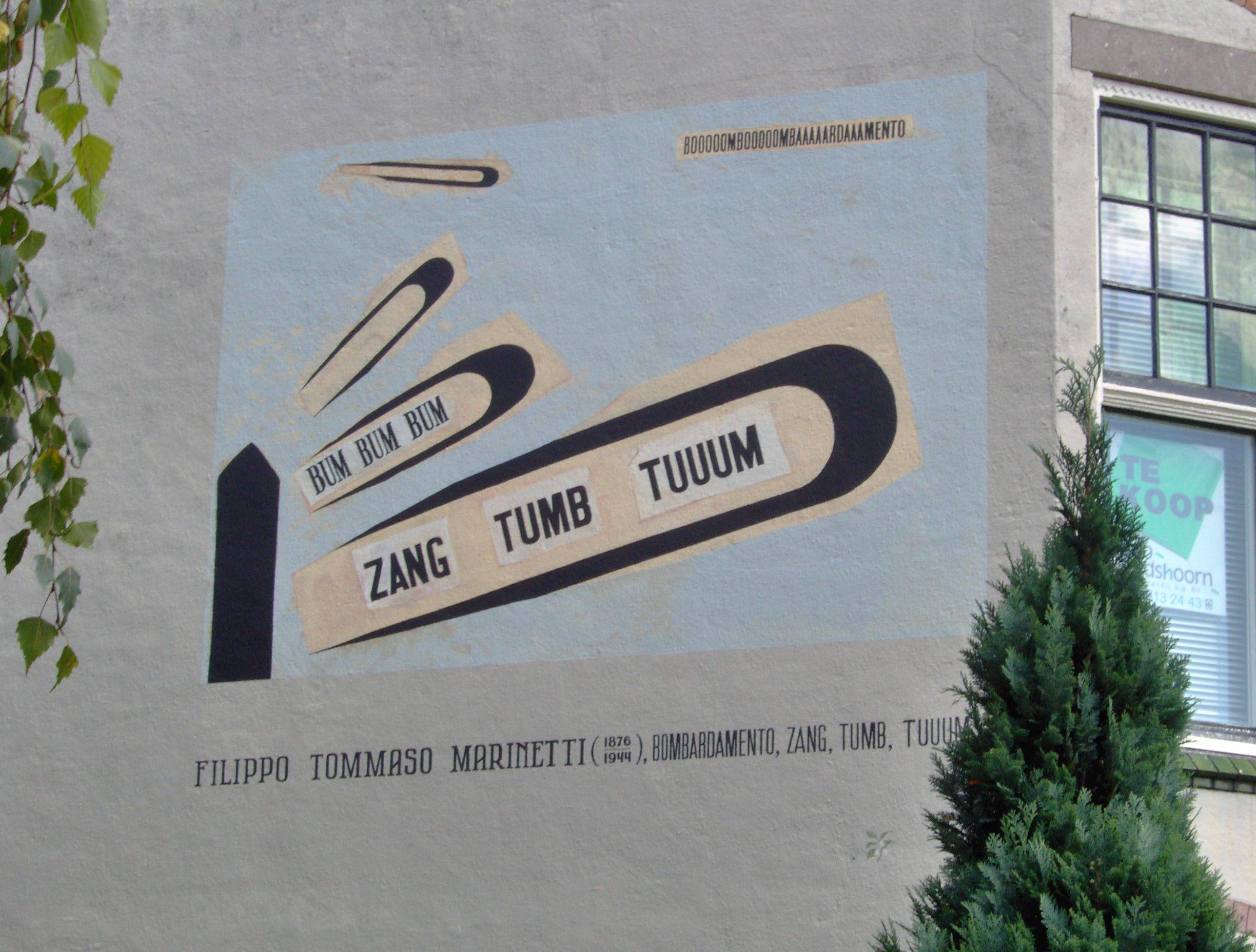
شعر فوتوریستی «Zang tumb tumb» اثر فیلیپو توماسو مارینتی، روی دیواری در لیدن، هلند

در مانیفست سال ۱۹۰۹، مارینتی خواستار بیداری مجدد «شهود الهی» است که «پس از ساعت‌ها زحمت بی‌امان»، «روح خلاق به‌طور ناگهانی از غل و زنجیر خود رها می‌شود و طعمه خودانگیختگی غیرقابل درک تصور و اجرا می‌شود».

## فهرست برخی فوتوریست‌ها بر اساس منطقه
منبع:
| مکتب           | شرح |
| -------------- | --- |
| چکسلواکی       | - استانیسلاو کوستکا نویمان - ویتسسلاو نزوال - یاروسلاو سیفرت |
| ایتالیا        | - لیبرو آلتوماره - پائولو بوزی - انریکو کاردیل - لوریس کاتریزی - انریکو کاواچیولی - Auroa D'Alba - اسکودام - فرفا - فیلیا - لوسیانو فولگور - فیلیپو توماسو مارینتی - آرماندو مازا - آلدو پالازسکی - جیووانی پاپینی - برونو جی سانزین - روگرو وازاری |
| لهستان         | - تایتوس سیژوسکی - یان هرینکوفسکی - یرژی یانکوفسکی - برونو جاسینسکی - آناتول استرن - الکساندر وات - استانیسلاو ملودوزنیچ |
| روسیه          | - نیکولای آسیف - بوژیدار - واسیلیسک گندوف - واسیلی کامنسکی - ولمیر خلبنیکوف - الکسی کروچنیخ - ولادیمیر مایاکوفسکی - ایگور سوریانین - وادیم شرشنویچ                                                                                                  |
| اسلوونی        | - سرکو کوسوول - آنتون پودبوشک - ولادیمیر پرمرو |
| پرتغال و برزیل | - ماریو دی آندراده - تیرتو روشا ویانا - آلوارو د کامپوس - ماریو د سا-کارنیرو - سرجیو میلیه - آلمادا نگریروس |
| اوکراین        | - دیوید بورلیوک - واسیل آلشکو - میکولا باژان - اولکسا اسلیسارنکو - میخایلو سمنکو - میخایلو یالووی |
| انگلستان       | - مینا لوی |
| لیتوانی        | - کازیس بینکیس |